# Steinsåsen
Steinsåsen is een plaats in de Noorse gemeente Hole, provincie Buskerud. Steinsåsen telt 1333 inwoners (2007) en heeft een oppervlakte van 1,39 km².